# Иван Гърбучев
Иван Гърбучев е български агроном, професор.

## Биография
Роден е на 1 януари 1924 г. в ямболското село Маленово. Завършва висше образование в Харковския Селскостопански институт „В.В. Докучаев“.
В периода 1953 – 1961 г., Гърбучев е административен и научен ръководител на Добруджанския земеделски институт. Това е период на изграждане, утвърждаване и заемане на лидерска позиция в науката на една нова институция и превръщането ѝ в най-мощния земеделски институт, в модерен изследователски център, със съвременно оборудване и богата експериментална база и несъмнен интелектуален потенциал за българската аграрна наука.
След напускане на Добруджанския институт, Гърбучев работи за реализиране на важни национални идейни и практически проекти, свързани с най-важните етапи от развитието на аграрната наука в България.
През 1961 – 1962 г. е заместник-министър на земеделието.
Специализира в Ротамстедска експериментална станция – Англия. Притежава научното звание професор и научната степен доктор на селскостопанските науки. Научните области, в които изследва са общото земеделие, агрохимията, почвознанието и торенето при полските култури. Специално трудовете по фосфора в почвите довеждат автора до сериозни успехи, както и до важни практически резултати – създаване на нов суперфосфатно-фосфоритен тор, за което има 2 авторски свидетелства. Важно постижение на Иван Гърбучев е разработването на Автоматизираната система за почвено-агрохимическо обслужване на селското стопанство с препоръки за торене. Има над 100 научни статии в реномирани специализирани списания, много повече проблемни и популярни публикации. Автор е на 9 книги, учебници и други.
Дейността на Иван Гърбучев включва:
- директор на Института по почвознание „Никола Пушкаров“ – период на реалното национално и международно налагане на този институт като лидер;
- заместник-ректор на Селскостопанска академия;
- директор на издателството на Българска академия на науките;
- завеждащ Сектор охрана и възпроизводство на земите и почвите на ЮНЕП към Организацията на обединените нации;
- разработване на „Световната почвена политика“, одобрена от ООН;
- председател на Българското почвоведско дружество;
- член на комисия към Международната почвоведска асоциация;
- член на научни съвети и редколегии и пр.